# Prückler László
Prückler László Vitusz Ferenc Xavér (Pest, 1847. május 30. – Budapest, 1929. június 27.), fűszerkereskedő, pezsgőgyár-tulajdonos, politikus, fővárosi törvényhatósági bizottság tag, szenvedélyes vadász, valamint az ő korában az ország legbuzgóbb vadtenyésztőinek egyike. A Prückler Ignácz Magyarország első rum-, likőr- és pezsgőgyára társtulajdonosa.

## Családja és származása

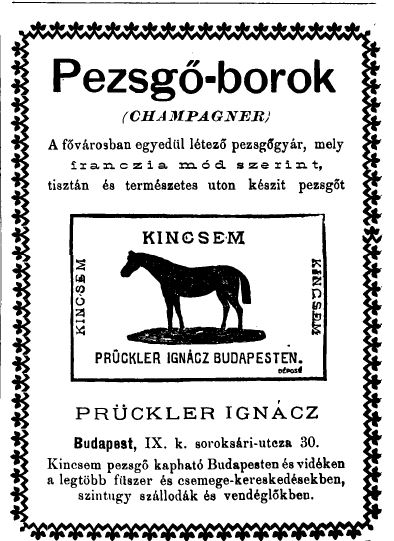
1882-es reklám a Kincsem pezsgőről, amelyet a Prückler Ignácz pezsgőgyára gyártott.

Az ősrégi római katolikus nagypolgári alsó-bajorországi származású Prückler családban született. Apja Prückler Ignác (1809–1876), fűszerkereskedő, pesti polgár, pezsgőgyáros, a magyar kereskedelmi bank, az osztrák nemzeti bank, az első hazai takarékpénztár és az első magyar általános biztosító társulat igazgató tanácsosa, anyja Wagner Lujza (1815–1883) volt. Apai nagyszülei Prückler József Kalazancius (1778–1848), pékmester, pesti bérpalota tulajdonos, választott pesti polgár, császári királyi százados, és Ottinger Klára (1781–1826) voltak. Anyai nagyszülei Wagner Vitusz, soproni mészáros, kereskedő, városi tisztviselő és Marent Magdolna voltak. Nagybátyja, Prückler József (1804–1866), pesti polgár, pékmester, bérpalota tulajdonos, 1848-as szabadságharc alhadnagya volt. Prückler László elsőfokú unokatestvére, Prückler József lánya, Prückler Klára (1833–1907), akinek a férje, Topits József (1824–1876), Topits József fia Első magyar gőztésztagyár alapítója és tulajdonosa; Topits József és Prückler Klára fia, Topits Alajos József (1855–1926), tésztagyáros, a Ferenc József-rend lovagja, az Országos Ipar Tanács tagja, Országos Iparegyesület Igazgatóságának a tagja volt.

## Élete
Alap tanulmányai befejezése után, az édesapja által 1834-ben alapított Soroksári utca 30-as (ma: Ráday utca 30-as) szám alatt. amelynek a neve hivatalosan "Prückler Ignácz Magyarország első rum-, likőr- és pezsgőgyára" volt. Apja halála után, Prückler László és fivére, Ifjabb Prückler Ignác (1840-1919) vették át az cég irányítását. Nagy sikereket aratva, a tehetős Prückler László 1883 és 1888 között Magyarországon az 1200 legnagyobb adófizető közül volt és ekkortáj törvényhatósági bizottság tagjává választották. A pezsgőgyár 1888 és 1918 között viselte az „udvari szállító” címet.
Prückler László volt az első családjában, aki a kereskedelmi életből a politikával kezdett foglalkozni. Báró Kemény Gábornak, és az ő Kemény-féle pártjának az egyik főkortese volt. Kemény Gábor újraválasztására, a Szabadelvű Párt 1884. május 22-én tartotta első gyűlését a Prückler-gyár udvarán, majd június elején ismét ott került sor a képviselő találkozójára választóival. Az 1887-es országgyűlési képviselői választásokon önmagát ajánlotta Ferencváros és Kőbánya országgyűlési képviselőjének. Programbeszédében azt hangsúlyozta ki, hogy gróf Tisza Kálmán híve, a kereskedőket és a magyar iparcikkek népszerűsítésére buzdította, természetesen kiemelve a szesz- és malomipart. Pázmándy Dénes hatékony ellenpropagandát kezdett Prückler ellen, akinek nagy fiaskóval végződött a politikai kísérlete.
Az 1880-as években a gazdasági körülmények egyre kedvezőtlenebbekké váltak a pezsgőgyár számára. 1888-ban végfelszámolás indult a cég ellen, melynek eredményként az ettől fogva „Prückler & Co.” nevet viselő közkereseti társaságnak a családból Prückler László maradt a beltagja, míg a másik beltag Bernhardt Gyula kereskedő, a „Prückler Ignácz” cég egyik fő hitelezője lett. Egyidejűleg a családon belül is vagyoni per zajlott le, ami végül egyezséggel zárult: a kiskorú Prückler Margit, Lujza és Ilka nevében fellépő gyámok perelték be Prückler Lászlót és ifjabb Prückler Ignácot. Másrészt, az akkori sajtó egyértelműen is ismertette, hogy "nem képezett titkot hogy az egykor gazdag pezsgőgyáros a tönk szélére jutott gyára, melyet bátyjával közösen vezetett az utóbbi években nagymérvű pangásnak indult. Az újabb magyar pezsgők teljesen kiszorították Prücklerék készítményét a forgalomból úgy hogy a nagy összegeket megemésztő befektetés nemhogy a kamatokat meghozta volna de újabb áldozatokat igényelt". 1888 április 29.-én elkeseredettségében Prückler László öngyilkosságot kísérelt meg egy revolverrel a Soroksári utca 30-as számú földszintes Prückler pezsgőgyár hátsó épület egyik szobájában, azonban ezt túlélte. 1888. június 6-án Prückler lemondott a törvényhatósági tagságáról, talán pénzügyi nehézségek miatt, vagy az 1887-es országgyűlési választásokon elszenvedett veresége miatt. Onnantól fogva nem vett részt a politikában és a vagyona folyamatosan kezdett apadni, majd 1897-ben a céget teljes egészében átadta társának, Bernardt Gyulának. Vagyona azonban tovább apadt: az 1890-ben a kőbányai Óhegy 8143-8146. helyrajzi szám alá költözött „Prückler & Co.” céget (egyúttal az új gyár területén található lakását is). A pezsgőgyár tehát - mindössze 10 000 forintért - ettől fogva nem volt a névadó család birtokában, hanem Bernhardt Gyula kizárólagos tulajdonában álló egyéni kereskedelmi cég lett.
1894-ben Prückler László újra visszatért a helyi politikába, azonban akkor már mint a IX. választókerületben megválasztott fővárosi  törvényhatósági képviselő. 1906-ig maradt a testület tagja ebben a minőségében.

## A szenvedélyes vadász, vitorlázó, lóversenyző
A tehetős nagypolgári Prückler László szenvedélyes vadász volt, ugyanakkor egyben az ország legbuzgóbb vadtenyésztőinek egyike. Az 1870-es évektől a Csepel-szigetet két társával, hosszú évekig tartotta vadászati bérben. Főleg foglyokat és nyulakat tenyésztettek vadászatra; 1879-ben, Prückler László egyedül 180 foglyot és 120 nyúlat ejtett a szigeten. Sok éven keresztül galamb-lövészeteket szervezett a csepeli bérbirtokán, amelyeken jelen voltak az akkori társadalom előkelőségek. 1886. május elején Prückler László, aki mint kitűnő vadász és gondos vadtenyésztő is a legjobb hírnévre tett szert a főváros ismertebb és előkelőbb vadászaiból szép társaságot gyűjtött maga köré csepel-szigeti birtokára, hol többi között, a megjelent vendégek szórakoztatására egy egész napos galamb-lövészetet rendezett. Többek kötött jelen voltak: Földváry Mihály alispán, Török János főkapitány, belatini Braun József gyáros, Polónyi Géza országgyűlési képviselő, Praxa Adolf kir. erdőmester, Egerváry Gyula a „Vadászlap“ szerkesztője, valamint dr. Wagner Géza.
Prückler László a nemzeti hajós-egylet tagja is volt, a Hattyú nevű kétsorevezős hajó az ő tulajdona volt. A lóversenyek szintén nagy rajongója, Prückler László és bátyja ifjabb Prückler Ignác (1840–1919), olyan pezsgőt gyártott, amelynek a neve Kincsem volt, címkéjén a híres versenyló rajzával. A Kincsem pezsgőt, amelyet 1880-ban, az „Írók és művészek-társasága" egyik esztergomi kirándulása alkalmából Prückler ajánlott fel, maga Jókai Mór személyesen köszönte és nagy tisztelettel dicsérte meg.
1881. május 19.-kén Rudolf trónörökös határozott kívánságához képest a császár és királyi udvari ebédhez 150 üveg „Kincsem“ pezsgőt rendeltek meg a "Prückler Ignácz budapesti pezsgőgyár"nál. A megrendelés a főudvarmesteri hivatal által történt. Rudolf trónörökös élvezettel ízlelte meg a magyar gyártmányt és arról a legmelegebb elismeréssel nyilatkozott. Annak folytán Prückler újabb megrendelést kapott az udvartól.

## Házassága és gyermekei
Prückler László eljegyezte a pesti polgári származású Immervoll Erzsébet Karolina Leopoldina "Liszka" (Pest, 1853. november 14.–Pest, 1874. március 19.) kisasszonyt, akinek a szülei Immervoll Károly (1818–1877), pesti bútorszállító (mobilium obductor) és Porst Antónia (1825–1913) voltak; az esküvő sosem zajlott, mivel a menyasszony elhunyt röviddel előtte.
Prückler László Budán a krisztinavárosi római katolikus plébánián 1877. augusztus 30.-án feleségül vette a fővárosi körökben kedvesen ismert polgári származású Oberhauser Alojzia "Ilka" (Pest, Józsefváros, 1856. augusztus 20.–Budapest, 1883. szeptember 18.) kisasszonyt, akinek az anyja, Oberhauser Mária volt. A házasságkötésnél a tanúk dr. zolyómi Wagner Géza (1842–1920), ügyvéd, és belatini Braun József (1824–1903) pezsgőgyáros voltak; Braun Józsefné Wagner Irma (1844–1897), dr. Wagner Géza ügyvéd leánytestvére volt. Wagner Géza, hosszú évekig Prückler Lászlónak az ügyvédje, Braun József pezsgőgyáros pedig a hitelezője volt.
 A házasságukból három leány született: 
- Prückler Margit Lujza Emma (Ferencváros, Budapest, 1878. július 7.–†?). 1.f.: Kertész Nándor Lipót (Budapest, 1872. november 15.–Budapest, 1918. december 12.), kereskedő.[28] 2.f.: Kienast Ferenc (Budapest. 1879. szeptember 15.–Casablanca, Marokkó, 1953. december 16.), hegymászó, budapesti kereskedő, svájci főkonzul Magyarországon.[29][30]
- Prückler Lujza Franciska Mária (Ferencváros, Budapest, 1879. szeptember 9.–Budapest, 1917. február 23.). Férje: noszlopi Noszlopy Aladár (Jászberény, 1875. november 12.–Budapest, 1958. augusztus 15.), fővárosi adóhivatali főtanácsos, székesfővárosi főjegyző, máltai lovag.[31]
- Prückler Ilona Mária Magdolna "Ilka" (Ferencváros, Budapest, 1881. szeptember 15.–Budapest, 1966. július 22.). Férje: dr. Illyefalvi I. Lajos  (Lajtafalu, 1881. március 9. – Budapest, 1944. április 10.) statisztikus, kormány-főtanácsos.[32]